# جسیکا بیلیف
جسیکا بیلیف (به انگلیسی: Jessica Bailiff) خواننده-ترانه‌پرداز اهل تولیدو، اوهایو می‌باشد. اکثر موسیقی بیلیف را اسلوکور در برمی‌گیرد، با این حال عناصر پست-راک و شوگیز نیز در آن یافت می‌شوند.